# António Semedo
António Paulo Sanches Semedo (* 1. Juni 1979 in Lissabon) ist ein ehemaliger portugiesischer Fußballspieler. Er bestritt insgesamt 265 Spiele in der portugiesischen Primeira Liga, der rumänischen Liga 1, der zyprischen First Division und der aserbaidschanischen Premyer Liqası. Im Jahr 2008 gewann er mit CFR Cluj die rumänische Meisterschaft.

## Karriere

### Verein
Semedo startete 1998 seine Profikarriere bei Casa Pia AC und spielte dort bis 2000 und wechselte danach zum CF Estrela Amadora. Nach sechs Spielzeiten wechselte er ablösefrei zu CFR Cluj, wo er zum Publikumsliebling aufgestiegen war. Im August 2008 wechselte er um ca. 1.200.000 € zu Steaua Bukarest, nachdem er sich mit dem damaligen Trainer (Ioan Andone) von CFR Cluj zerstritten hatte. Ein Jahr später unterzeichnete der Portugiese beim Ligakonkurrenten Unirea Urziceni.
Mit Unirea wurde Semedo in der Saison 2009/10 rumänischer Vizemeister. Anschließend geriet der Klub in finanzielle Schwierigkeiten und musste seine besten Spieler abgeben. Er selbst wechselte im Januar 2011 nach Zypern zu Alki Larnaka. Ein halbes Jahr später zog es ihn zum FK Xəzər Lənkəran nach Aserbaidschan. Im Sommer 2012 beendete er seine Laufbahn.

## Erfolge/Titel
- Rumänischer Meister (1): 2007/08
- Rumänischer Pokalsieger (1): 2007/08